# История животных
«История животных» (др.-греч. Περὶ τὰ ζῷα ἱστορίαι) — основополагающий труд Аристотеля, посвящённый миру животных. Трактат состоит из 10 книг.

## Содержание
В 1—3 книгах, производя систематику частей животных, Аристотель замечает, что одни части являются однородными (мясо можно разделить на мясо), а другие разнородными (руку нельзя разделить на руки). Так же есть сухие части (рог, ногти, хрящи, кожа, кости, волосы) и влажные (кровь, лимфа, мозг, жёлчь, жир, мясо). Самих животных он различает на водных и сухопутных:
- водные делятся на морских, речных, озерных и болотных;
- сухопутные делятся на летающих и наземных.

Также животные делятся на одиночных и общественных. Есть животные домашние и дикие. По способу питания их можно разделить на всеядных (медведь), плотоядных (лев) и травоядных (καρποφάγοι: быки). Одни животные яйцеродящие, другие живородящие, а третьи «черверодящие» (из личинок). Ещё Аристотель различает «кровяных» (человек, лошадь) и «бескровных» животных (пчела, оса).
В 4 кн. Аристотель описывает 4 рода «бескровных животных»:
- мягкотелые (μαλακίων: осьминоги, кальмары),
- мягкоскорлупные (μαλακοστράκων: крабы),
- черепокожие (ὀστρακόδερμα: устрицы),
- насекомые (ἐντόμων: пчела, жук, оса).

Автор фиксирует пять видов чувств: зрение, слух, осязание, обоняние и вкус.
В 5 кн. Аристотель описывает совокупления различных животных (от слонов до мух), а также их половозрелость.
В 6 кн. он излагает теорию самозарождения, применяя её к угрям.
7 и 10 кн. посвящены беременности человека.
В 8 кн. Аристотель описывает болезни животных, а в 9 кн. — их нравы (межвидовую вражду и жилища).